# سام جالاجير
سام جالاجير (بالإنجليزية: Sam Gallagher)‏ (15 سبتمبر 1995 المملكة المتحدة - ) هو لاعب كرة قدم بريطاني، يلعب كمهاجم.

## روابط خارجية
- سام جالاجير على موقع قاعدة بيانات كرة القدم.إي يو (الإنجليزية)
- سام جالاجير على موقع Soccerbase.com (لاعب) (الإنجليزية)
- سام جالاجير على موقع Soccerway.com (الإنجليزية)
- سام جالاجير على موقع عالم كرة القدم.نت (الإنجليزية)
- سام جالاجير على موقع AS.com (الإسبانية)